# 마리아 알레한드라 비쿠냐

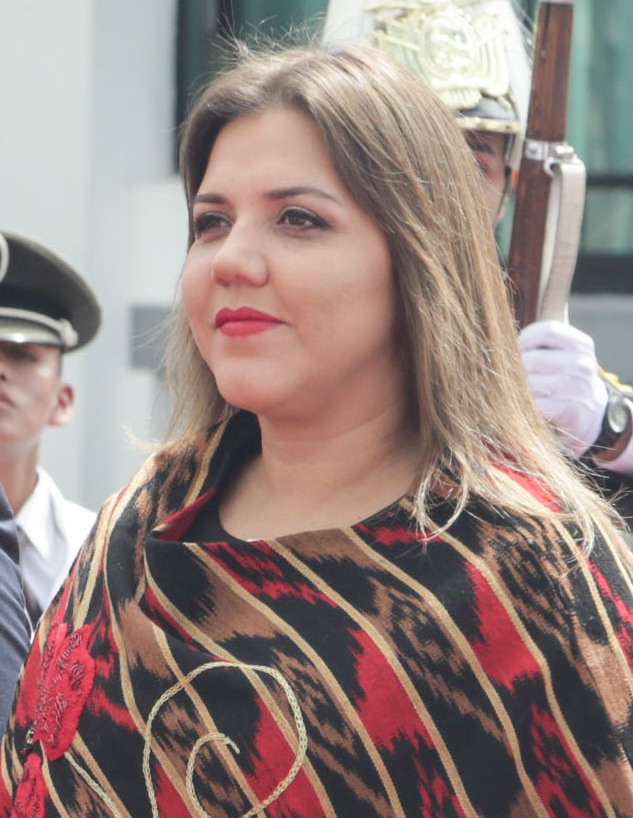

마리아 알레한드라 비쿠냐 무뇨스(스페인어: María Alejandra Vicuña Muñoz, 1978년 2월 13일 ~ )는 에콰도르의 정치인으로 2018년 1월부터 12월까지 레닌 모레노 대통령 밑에서 부통령을 지냈다. 그는 이전에 도시개발주택부 장관을 지낸 바 있다.

## 경력
2009년 처음으로 국회의원에 당선되었으며, 2013년 재선에 성공했다. 의원 시절 보건복지위원회 부위원장을 지냈으며, 이후 교육과학기술통신위원회의 창설 위원이 되기도 했다.
2017년 5월 레닌 모레노 대통령은 그를 도시개발주택부 장관으로 임명했으며, 이후 호르헤 글라스 부통령의 직무가 정지되자 비쿠냐는 글라스의 부패 혐의 수사가 종결될 때까지 임시 부통령직을 맡게 되었다.

## 부통령
글라스 부통령이 오데브레흐트 부패 스캔들과 연계되어 있음이 확실해지면서, 부통령직이 무려 90일 동안 비게 되었다. 이에 국회는 잔여 임기를 완전히 채울 새로운 정식 부통령 지명자를 선출해야 하게 되었다.
2018년 1월 6일 국회 표결 결과, 찬성 70표, 반대 17표, 기권 19표로 통과되었으며, 비쿠냐는 정식 부통령으로 취임하게 되었다. 이로서 1996년에 취임한 로살리아 아르테아가 이후 두 번째 여성 부통령이 되었다.
2018년 12월 3일 부패 혐의로 부통령직이 정지되었으며, 이튿날 사임 의사를 밝혔다. 이후 11일 국회 표결을 거쳐 오토 조넨홀츠너가 새 부통령으로 선출되었다.
2020년 징역 1년 형을 선고 받았다.